# Lasiopogon gracilipes
Lasiopogon gracilipes är en tvåvingeart som beskrevs av Mario Bezzi 1916. Lasiopogon gracilipes ingår i släktet Lasiopogon och familjen rovflugor.
Artens utbredningsområde är Taiwan. Inga underarter finns listade i Catalogue of Life.